# حرية الدين في الجبل الأسود
تشير حرية الدين في الجبل الأسود إلى مدى قدرة الناس في الجبل الأسود على ممارسة معتقداتهم الدينية بحرية، مع الأخذ في الاعتبار سياسات الحكومة والمواقف المجتمعية تجاه الجماعات الدينية. تضمن قوانين الجبل الأسود حرية الدين وتحرم العديد من أشكال التمييز الديني، فضلًا عن إقرار عدم وجود دين للدولة. توفر الحكومة بعض التمويل للجماعات الدينية.
شهدت الجبل الأسود صراعات دينية أقل من الدول اليوغسلافية السابقة الأخرى، وكانت تتمتع، عبر تاريخها، بدرجة عالية من التسامح الديني والتنوع. غير أنه لا يزال هناك نزاع قائم بين الكنيسة الأرثوذكسية الصربية وكنيسة الجبل الأسود الأرثوذكسية، إذ تطالب الكنيستان بأحقية العديد من المواقع الدينية الأرثوذكسية في البلاد وتطعن كل منهما في شرعية الأخرى.
تمارس حكومة الجبل الأسود، وفقًا لدراسة أجريت عام 2008، قدرًا ضئيلًا جدًا من التمييز ضد أقليتها المسلمة والجماعات الأرثوذكسية المنشقة الموجودة في البلد. مع ذلك، وفقًا لدراسة استقصائية أجراها مجلس أوروبا عام 2017 بالتعاون مع ديوان المظالم في الجبل الأسود، أفاد 45% من المستجيبين بأنهم تعرضوا للتمييز الديني.

## التركيبة السكانية
وفقا لتعداد عام 2011، ما يقرب من 72% من السكان من الأرثوذكس، الذين ينتمون إما إلى الكنيسة الصربية الأرثوذكسية أو كنيسة الجبل الأسود الأرثوذكسية. تقدر وسائل الإعلام المحلية تمثيل الكنيسة الصربية بنحو 70% من السكان الأرثوذكس، في حين تشكل كنيسة الجبل الأسود الـ 30%المتبقية. أفاد التعداد أن 19.1% من السكان مسلمون، و3.4% من الروم الكاثوليك، و1.2% ملحدون. تجاهل، بالإضافة إلى ذلك، نحو 2.6% الإجابة على الاستقصاء، ويمثل العديد من المجموعات الأخرى، من بينهم السبتيين (المسجلين محليًا باسم الكنيسة السبتية المسيحية)، والبوذيين، وشهود يهوه، والمسيحيين الآخرين، واللاأدريين معًا أقل من 1% من السكان. يبلغ عدد الجالية اليهودية، وفقًا لتقديرات الصحف، نحو 350 نسمة.
تُوجد علاقة قوية بين الإثنية والدين، إذ يرتبط المونتينيغريون بكنائس الجبل الأسود الأرثوذكسية، وترتبط الإثنية الصربية بشكل عام بالكنائس الصربية الأرثوذكسية، وترتبط الإثنية الألبانية بالإسلام أو الكاثوليكية، والإثنية الكرواتية بالكنيسة الكاثوليكية. ينتمي البوشناق والمسلمون المتبقون إلى الإسلام أيضًا، ويعيشون بشكل رئيسي على طول الحدود الشرقية والشمالية مع ألبانيا وكوسوفو وصربيا.

## نبذة تاريخية
تقع الجبل الأسود تاريخيًا في مفترق طرق مناطق ثقافية مختلفة، وقد ساعد ذلك في تشكيل هذه الصورة الفريدة من أشكال التعايش بين السكان المسلمين والمسيحيين. كانت الجبل الأسود، خلال معظم النصف الثاني من القرن العشرين، جزءًا من يوغوسلافيا، العلمانية اسمًا (رغم أنها أبدت في بعض الأحيان محاباة للكنيسة الأرثوذكسية الصربية)، ولم تقم بحملات مناهضة للأديان بقدر ما حدث في بلدان أخرى في الكتلة الشرقية.
ظلت الجبل الأسود، على الرغم من التوترات بين الجماعات الدينية خلال حرب البوسنة، مستقرة إلى حد ما، ويرجع ذلك أساسًا إلى نظرة سكانها التاريخية إلى التسامح الديني والتنوع الديني. كانت الجبل الأسود، بعد تفكك يوغوسلافيا في عام 1992، جزءًا من جمهورية يوغوسلافيا الاتحادية، التي سميت لاحقًا صربيا والجبل الأسود. بدأ، في هذه المرحلة، تأسيس الكنيسة الأرثوذكسية في الجبل الأسود، وانفصلت عن الكنيسة الأرثوذكسية الصربية، وستكتمل هذه العملية لاحقًا في عام 2000. اعتبرت الكنيسة الصربية إنشاء كنيسة الجبل الأسود «غير قانوني» وأمر «سياسي» ورفضت الاعتراف بها. حظيت كلتا الكنيستين، منذ استقلال الجبل الأسود عن صربيا في عام 2006، بدعم قطاعات من مجتمع الجبل الأسود والحكومة، على الرغم من تلقي الكنيسة الصربية دعمًا من صربيا أيضًا. لا تزال النزاعات بين الكنيستين مستمرة، إذ تدعي كلتا الكنيستين بأحقية 750 موقعًا دينيًا في الجبل الأسود. يُعد هذا النزاع، وفقًا لكتاب نشره أحد الأكاديميين في الجامعة النرويجية للعلوم والتكنولوجيا، محاولة من الكنيسة الأرثوذكسية الصربية لمنع الاعتراف بالكنيسة الأرثوذكسية في الجبل الأسود، وذلك من أجل تعزيز المصالح الوطنية الصربية.
أُقر، في عام 2012، بروتوكول يعترف بالإسلام كدين رسمي في الجبل الأسود، ويكفل تقديم الأغذية الحلال في المرافق العسكرية والمستشفيات وأماكن النوم وجميع المرافق الاجتماعية، وأن يُسمح للمرأة المسلمة بارتداء الحجاب في المدارس وفي المؤسسات العامة، وأن يكفل للمسلمين الحق في أخذ أيام الجمعة إجازة لأداء صلاة الجمعة.
اعتمد برلمان الجبل الأسود، في ديسمبر 2019، قانونًا جديدًا بشأن حرية الدين والمعتقد والوضع القانوني للجماعات الدينية، ليحل محل التشريع السابق الذي اعتُمده عام 1977، وذلك عندما كانت جزءًا من يوغوسلافيا. اتهمت الكنيسة الأرثوذكسية الصربية التشريع الجديد بأنه تمييزي، ما أثار مخاوف من أنه سيسمح للحكومة بمصادرة ممتلكات الكنيسة على وجه التحديد. أدى الجدل إلى مظاهرات عامة لعشرات الآلاف من الناس، فضلًا عن تعطيل عمل البرلمان من قبل وزراء ينتمون إلى الجبهة الديمقراطية في محاولة لمنع تمرير القانون الجديد. أعرب ممثلو الجماعات الدينية الأخرى عن بعض القلق إزاء القانون الجديد، ولكنهم اعترفوا بأن نقطة الخلاف الرئيسية في ذلك الوقت لم تؤثر إلا على الكنيسة الأرثوذكسية الصربية. كانت كنيسة الجبل الأسود الأرثوذكسية الجماعة الوحيدة التي رحبت علنًا بسن القانون الجديد.

## الإطار القانوني
يضمن الدستور حرية الدين وكذلك الحق في تغيير دين المرء، وكذلك الحق في الخصوصية في ما يتعلق بالكشف عن الدين. ينص الدستور على أنه لا يجوز تقييد حرية التعبير عن المعتقدات الدينية إلا إذا كان ذلك ضروريًا لحماية حياة العامة، والسلام والنظام، أو غيرها من الحقوق التي يضمنها الدستور. ينص الدستور على أنه لا دين للدولة ويضمن المساواة والحرية لجميع الطوائف الدينية في الأنشطة والشؤون الدينية.
يحظر القانون «الإساءة إلى الجماعات الدينية أو أماكنها المقدسة لأغراض سياسية».
يعفي الدستور المستنكفين ضميريًا، بما فيهم أولئك المعترضين لأسباب دينية، من الخدمة العسكرية. لا يتوجب عليهم أداء خدمة بديلة. ينص قانون، صدر في عام 2012، على وجوب توفير الاحتياجات الدينية الإسلامية، كالغذاء الحلال أو الحق في عدم العمل يوم الجمعة، في المؤسسات العسكرية والعامة.
يكفل الدستور للرعايا الأجانب، الذين يخشون الاضطهاد في بلدانهم على أساس الدين، الحق في طلب اللجوء.